# Моргілевський Іполит Владиславович

Могила Іполіта Моргілевського

Меморіальна дошка по Вознесенському узвозу, 13

Іполит Владиславович Моргілевський (12 вересня 1889, Радовка — 7 грудня 1942, Київ) — інженер-технолог, історик архітектури, мистецтвознавець, педагог, професор, член-кореспондент Академії архітектури СРСР (з 1941 року).

## Біографія
Народився 12 вересня 1889 року у селі Радовка (тепер Абдулинського району Оренбурзької області). Навчався у Тифліському реальному училищі. У 1918 році закінчив Київський політехнічний інститут. Ще студентом деякий час працював асистентом професора Б. Лисіна в Київській будівельній школі по темі «Технології будівельних матеріалів».
З липня 1918 до січня 1919 року — фахівець з обміру й дослідження пам'яток старої архітектури відділу охорони пам'яток старовини й мистецтв Головного управління мистецтв та національної культури Міністерства освіти під керівництвом академіка М. Біляшівського
Викладав у київських інститутах — архітектурному, художньому, будівельному; з 1923 року — професор. У 1926–1927 роках — декан архітектурного факультету Київського художнього інституту. Упродовж багатьох років досліджував Софійський та Михайлівський собори в Києві, Борисоглібський собор у Чернігові та інші пам'ятки давньоруського зодчества, а також античне будівництво (Ольвія). Вивчаючи пам'ятки візантійської, грузинської, вірменської архітектури, дослідник спростував помилкові висновки щодо провінційності давньоруської архітектури порівняно з візантійською. Вчений аргументовано довів, що архітектура Київської Русі є глибоко оригінальною, самостійною і відрізняється від візантійської навіть будівельною технікою. Він вважав, що культура Русі пройшла одні й ті самі етапи розвитку, що й культури країн Заходу та Сходу.
1926 року І. Моргілевський заснував музей у Всеукраїнському музейному містечку (територія Києво-Печерської лаври) і кілька років керував ним. На високому науковому рівні проводить обміри архітектурних пам'яток Києва, Чернігова, Канева та інші. Деякі з пам'яток втрачено, тому нині ці обміри мають неабияке значення.
1934 року у зв'язку з переносом столиці України до Києва, виникла ідея знесення Михайлівського Золотоверхого монастиря для проектування нової урядової площі. І. Моргілевський тяжко переживав знищення видатної пам'ятки Київської Русі і спішно розпочав обміри та точну фіксацію споруд монастиря. Висока якість проведеної роботи дала змогу сучасним будівничим точно відтворити архітектуру собору.
Жив у Києві на Вознесенському узвозі, 13. Помер 7 грудня 1942 року. Похований в Києві на Лук'янівському цвинтарі (ділянка № 13).

## Наукова робота
Свої міркування щодо первісного вигляду Софії Київської та значення давньоруського зодчества в історії світової архітектури він виклав у роботі «Київська Софія у світлі нових спостережень» (1926). Відомі також роботи вченого про архітектурні пам'ятки Чернігова («Спасо-Преображенський собор у Чернігові за новими дослідженнями», «Успенська церква Єлецького монастиря в Чернігові» (обидві — 1928)), у яких він виявив елементи романської архітектури.
І. Моргілевський був членом-кореспондентом Академії архітектури СРСР, блискучим викладачем, лекції якого відвідували навіть студенти з інших факультетів. Вражали енциклопедичні знання вченого, вільне володіння матеріалом. Дослідник залучав студентів до наукової роботи, навчав обмірювати та досліджувати архітектурні пам'ятки.
Серед його учнів — В. Заболотний, Я. Штейнберг, А. Мілецький, В. Гопкало, М. Холостенко, М. Тищенко та багато інших. Дуже мало робіт І. Моргілевського опубліковано, не видано і його архіви.

## Пам'ять

Пам'ятна дошка

На будинку в Києві за адресою Вознесенський узвіз, 13, де в 1925—1942 роках жив і працював Іполіт Моргілевський, 1993 року встановлено меморіальну дошку (бронза; барельєф; скульптор Михайло Шутілов, архітектор Дмитро Антонюк).